# Nino Terzo
Nino Terzo  (eigentlich Antonino Terzo; * 22. Mai 1923 in Palermo; † 8. Mai 2005 in Marano di Napoli) war ein italienischer Komiker und Schauspieler.
Terzo war als Komiker beim „Avanspettacolo“, einer revuenahen Bühenform, und auf Revuebühnen zusammen mit Totò, Peppino De Filippo, Domenico Modugno und Franco & Ciccio sowie Lino Banfi meist in unterstützender Chargenrolle aufgetreten. Auch in verschiedenen Operetten war er zu sehen. Ab 1962 wiederholte er für zahlreiche Filme, die oft mit seinen ehemaligen Bühnenpartner in den Hauptrollen besetzt waren, seine Rolle als direkt und panisch reagierende Figur mit enormem Sprechproblem, die erst durch hektisches Ein- und Ausatmen überhaupt wieder in der Lage ist, sich zu äußern. Selten konnte er diesem auf die Dauer etwas monothematischem Klischee entfliehen und Ansätze tatsächlicher Schauspielkunst zeigen, wie in Federico Fellinis Die Clowns, Nanni Loys Cafè Express oder Giuseppe Tornatores Nuovo cinema Paradiso. 1992 zog er sich aus gesundheitlichen Gründen ins Privatleben zurück. Nach vier Herzinfarkten lebte er mit seiner Frau im neapolitanischen Hinterland und starb weitgehend vergessen.

## Filmografie (Auswahl)
- 1962: Colpo gobbo all’Italiana
- 1965: Herr Major, zwei Flaschen melden sich zur Stelle (I due sergenti del generale Custer)
- 1967: Lieber eine junge Witwe (Meglio vedova)
- 1970: Die Clowns (I clowns)
- 1974: Der kleine Polizist (Piedone il questurino)
- 1982: Frau Doktor kann’s nicht lassen (Pierino aiutante messo comunale… praticamente spione)
- 1988: Cinema Paradiso (Nuovo cinema Paradiso)
- 1990: Il promesso sponsor (Fernsehfilm)